# Naruto Shippūden: Hi no Ishi o Tsugu Mono
Naruto Shippūden: Hi no Ishi o Tsugu Mono (劇場版 NARUTO-ナルト- 疾風伝 火の意志を継ぐ者 Gekijōban Naruto Shippūden Hi no Ishi o Tsugu Mono?, lit. Naruto Shippūden: Los Herederos de la Voluntad de Fuego) es la sexta película de la serie Naruto y la tercera de Naruto: Shippūden, basada en la popular serie de anime y manga, cuyo lanzamiento fue el 1 de agosto de 2009 en Japón. Está siendo promocionada con el lema Todoke, ore-tachi no Omoi! (届け、オレたちの想い！ ¡Nosotros entregaremos nuestros deseos a todos!?).
La película fue revelada en el sitio del 10.º Aniversario de Naruto y el tráiler se mostró junto con el de la Saga de la Llegada del Sanbi (Biju de 3 colas) En el sitio oficial de Naruto: Shippūden se puede ver el video promocional de la película. El tema oficial para la película es "Dareka ga" (誰かが lit. Someone?, Alguien) de Puffy.

## Lanzamiento en DVD
La fecha de lanzamiento en Japón fue el 31 de abril de 2010. Todavía no hay una fecha de lanzamiento para Estados Unidos.
| # | Fecha                | Discos |
| - | -------------------- | ------ |
| 1 | 21 de abril del 2010 | 2      |

## Trivia
- Es la primera película de toda la serie en la que aparece Ino Yamanaka

- Es la película de Naruto que ha tenido más flashbacks de la serie.
- Es la primera vez que aparece Jiraiya involucrado físicamente en la trama de alguna película.
- Es la segunda vez que aparece Orochimaru en alguna película de Naruto, aunque en ningún momento tuvo algún diálogo.
- Gaara aparece por segunda vez en una película de Naruto y es la primera en la que se reúnen Los Hermanos de la Arena en una película.
- El tema musical de la película es el único (de las películas de Shippūden) que tiene un título en japonés.
- Esta y la primera película de Shippūden son las únicas en donde Naruto no utiliza el Chakra del Zorro de Nueve Colas.
- Aparecen por primera vez las cinco grandes aldeas shinobi.
- Aparece por primera vez el Señor Feudal del País del Fuego.
- Varios temas del Soundtrack de la película tienen títulos relacionados con el fuego.
- Esta película rompe la dinámica de las películas anteriores y de los rellenos de la serie, donde se presentaba un personaje nuevo que se identifica de alguna forma con Naruto y que gracias a él tenían un cambio en su actitud.
- Cronológicamente la película se puede ubicar después la saga de Hidan y Kakuzu y antes del Arribo del Sanbi.